# Retusidae
Die Retusidae sind eine Familie ausschließlich mariner Schnecken in der Ordnung der Kopfschildschnecken (Cephalaspidea). Die weltweit verbreiteten kleinen Hinterkiemerschnecken haben eine äußere Schale. Sie ernähren sich vor allem von Kleintieren wie Foraminiferen.

## Merkmale
Die dünnwandigen, meist nicht mehr als 6 mm langen Schneckenhäuser der Retusidae sind birnförmig, länglich, zylindrisch oder nach hinten zugespitzt, meist jedoch abgestumpft und haben eine lange, in Richtung Kopf der Schnecke erweiterte Gehäusemündung. Der Protoconch kann eingesunken, kurz und zitzenförmig oder auch zugespitzt sein. Die Oberfläche der Schale, die über mehrere Umgänge verfügt, ist meist glatt, doch kann eine leichte axial oder spiral verlaufende Skulpturierung oder auch beides vorhanden sein. Die Schnecken können sich ganz in ihr Gehäuse zurückziehen, doch haben die meisten Arten kein Operculum zum Verschließen der Mündung.
Der Kopfschild der Retusidae trägt hinten an den Seiten ein Paar abgerundeter oder spitzer Fühler, die oft das Vorderende der Schale verdecken. Der Mantel ragt nicht auffällig hervor. Die Schnecken haben weder Radula noch Kiefer, worin sie sich von den sehr ähnlichen Cylichnidae unterscheiden. Ein Kaumagen mit Kauplatten ist vorhanden, anders als bei der früher zu dieser Familie gezählten Gattung Rhizorus.

## Vorkommen und Verbreitung
Die etwa 80 Arten in den 6 Gattungen der Retusidae treten in Meeren weltweit auf, und zwar von der Gezeitenzone und flachen Buchten bis in Tiefen von über 5000 m.
Die Schnecken der Retusidae ernähren sich in erster Linie von Foraminiferen, aber auch von sehr kleinen Weichtieren (Wattschnecken) sowie von Kieselalgen.
Soweit bekannt, sind Schnecken in der Familie Retusidae zunächst Männchen und dann Weibchen (protandrischer Hermaphroditismus) mit innerer Befruchtung. Zumindest bei einem Teil der Arten gibt es eine direkte Entwicklung, bei der aus den Eikapseln fertige Schnecken ohne vorheriges schwimmendes Larvenstadium schlüpfen, so bei Retusa obtusa.

## Systematik
Nach Bouchet und Rocroi (2005) ist die Familie Retusidae eine von acht Familien in der Überfamilie Philinoidea. Zur Familie gehören sechs Gattungen:
- Cylichnina Monterosato, 1884
- Pyrunculus Pilsbry, 1895
- Relichna Rudman, 1971
- Retusa T. Brown, 1827
- Sulcoretusa J.Q. Burch, 1945
- Volvulopsis Schepman, 1913